# Philip Jodidio
Philip Jodidio (Nueva Jersey, 26 de abril de 1954) es un crítico de la arquitectura estadounidense.

## Biografía
Estudió historia del arte y economía en Harvard. En 1980 se trasladó hasta Francia donde se convirtió en editor jefe de la revista de arte Connaissance des Arts, en la que se mantendría en el cargo hasta el año 2002.
A lo largo de su carrera ha escrito más de 150 libros, trabajando para algunas de las editoriales más prestigiosas del panorama internacional, como Taschen, Thames & Hudson y Rizzoli. Se ha ocupado de la obra de estudios internacionales de reconocido prestigio, como Tadao Ando, Alvaro Siza, Norman Foster, Oscar Niemeyer, Richard Meier, Zaha Hadid, Renzo Piano, Santiago Calatrava, Shigeru Ban, Fran Silvestre, Christian de Portzamparc, Kengo Kuma o David Chipperfield.
Está considerado uno de los más destacados estudiosos de la arquitectura, especializado en arquitectura contemporánea, y su obra editorial se centra en el estudio de la obra de arquitectos, de su relación con el espacio, los materiales y las formas.
También ha abordado temas concretos referidos al campo arquitectónico, desde tipologías constructivas a movimientos y filosofías de diseño a pequeñas obras o la sostenibilidad y la arquitectura verde. Ha trabajado en monografías sobre temas específicos recogiendo proyectos de numerosos estudios de arquitectura de todo el mundo y ha escrito tratados sobre materiales específicos como el hormigón y la madera y sobre construcciones populares como las casas en los árboles y las cabañas.
Actualmente reside en Lausanne.